# Cecosesola
CECOSESOLA —oficialmente Organismo de Integración Cooperativa Cecosesola— (Central de las cooperativas de Lara, Cooperativas de Serviços Sociais do Estado de Lara) é uma associação de organizações solidárias e livre de hierarquia das cooperativas na Venezuela.
Em 2006, a CECOSESOLA contava com mais de 300 trabalhadores associados, cerca de 20.000 associados, e é composta por mais de 80 cooperativas (poupança, produção agrícola, etc.) e associações civis.
A CECOSESOLA foi selecionada em 1998 pelo Banco Interamericano de Desenvolvimento como uma das oito experiências de organização comunitária mais bem-sucedidas da América Latina.

## Nomenclatura
CECOSESOLA é um acrônimo para Central Cooperativa de Servicios Sociales de Lara. Quando a nova Lei Cooperativa foi aprovada em 2001, eles mantiveram o nome Cecosesola por uma questão de familiaridade, mas renomearam-se Organismo de Integración Cooperativa Cecosesola.

## Organização
A tomada de decisão por consenso a rotação de tarefas e a ausência de estruturas hierárquicas estabelecidas são as principais características desta organização. Os cooperados expressaram sentir que tiveram plenas possibilidades de fazer parte das decisões da cooperativa, e de participar de inúmeras reuniões abertas a quem quiser se filiar. Devido a este sucesso, outras cooperativas tentaram duplicar o modelo CECOSESOLA, mas sem bons resultados.

## História
Cecosesola foi estabelecida em Barquisimeto, capital do estado de Lara, região centro-oeste da Venezuela, como uma organização de integração cooperativa. A organização guarda-chuva de cooperativas de serviços sociais do estado de Lara foi fundada no dia 17 de dezembro de 1967. O primeiro projeto do CECOSESOLA foi uma casa funerária. Hoje é a maior cooperativa de funerárias do Estado. A instituição opera sua própria produção de caixões.
Formada por cerca de sessenta cooperativas e organizações de base no estado venezuelano de Lara, com um total de 20.000 membros (funcionários e usuários). As cooperativas vendem em feiras semanais em Barquisimeto e fornecem empréstimos apoiados pela comunidade, entre muitos outros serviços. 1.300 pessoas da Cooperativa trabalham como "trabajadores associados" a CECOSESOLA. Eles obtêm seu sustento diretamente do composto total dos resultados obtidos. Eles recebem uma quantia semanal na forma de um "adiantamento" de trabalho assalariado (anticipo). O pagamento é cerca de duas vezes o salário mínimo estabelecido pelo governo. Este adiantamento é baseado nas necessidades das pessoas, por isso não é o mesmo para todos. Quem tem filhos, por exemplo, ganha mais. Em 2010, o faturamento da organização foi de 430 milhões de bolívares - cerca de 100 milhões de dólares americanos.

### Projetos
- Barquisimeto: A organização opera três mercados semanais, onde todas as semanas 55.000 famílias – cerca de um quarto da população urbana – fornecem frutas, legumes e alimentos. 500 toneladas hortaliças são vendidas semanalmente[6]. Os preços são, em média, 30% mais baixos do que os praticados nos mercados privados.[6] Além disso, há uma loja de eletrodomésticos e móveis, onde os associados podem comprar os produtos parcelados sem os juros altos de sempre.
- 1 centro de saúde integrado com centro cirúrgico, departamento de radiologia, laboratório, terapias alternativas e 12 consultórios médicos.[6]
- 1.300 associados, sendo cerca de 700 nas cooperativas produtivas e feiras semanais.[6]
- 3.000 assembleias por ano, mais ou menos, incluindo todas as assembleias locais, regionais e departamentais. Isso equivale a quase dez por dia.[6]
- 60.000 pessoas compram de Cecosesola todas as semanas nos mercados.[6]
- 150.000 pessoas são cobertas pelo Cecosesola para despesas funerárias em caso de morte.[6]
- Três médicos trabalham em tempo integral no centro de saúde e outros sessenta operam ou atendem pacientes ambulatoriais lá. No entanto, não são membros do Cecosesola, raramente participam de assembleias e consideram o trabalho parte de sua vida profissional. Este tema é frequentemente discutido na rede.[6]

Nos seis projetos de saúde são realizados 190.000 tratamentos de saúde por ano. Em 2009, foi inaugurado o recém-construído centro de saúde no CICS. Aqui, são oferecidos tratamentos alternativos, como acupuntura e massagens, mas também procedimentos cirúrgicos e exames laboratoriais e de raios-X. Os preços são 60% inferiores aos dos hospitais privados. Para os membros das cooperativas, alguns tratamentos são gratuitos.
A cooperativa também inclui fazendas: Doze organizações nos estados de Lara e Trujillo com mais de 200 pequenas fazendas (2-3 hectares) abastecem os mercados. Em alguns casos, as organizações tentaram substituir os agroquímicos pela proteção biológica de cultivos. As cooperativas de pequena produção fornecem alimentos que são vendidos nos mercados – pão, macarrão integral, cereais, molho de tomate, ervas, temperos, mel, polpa de frutas etc. Há também uma cooperativa de crédito e outros financiamentos e um Fundo de Solidariedade.